# Tlangoh (Tanjungbumi)
Tlangoh is een bestuurslaag in het regentschap Bangkalan van de provincie Oost-Java, Indonesië. Tlangoh telt 1791 inwoners (volkstelling 2010).